# Freziera calophylla
Freziera calophylla là một loài thực vật có hoa trong họ Pentaphylacaceae. Loài này được Triana & Planch. mô tả khoa học đầu tiên năm 1862.